# Joys Seven

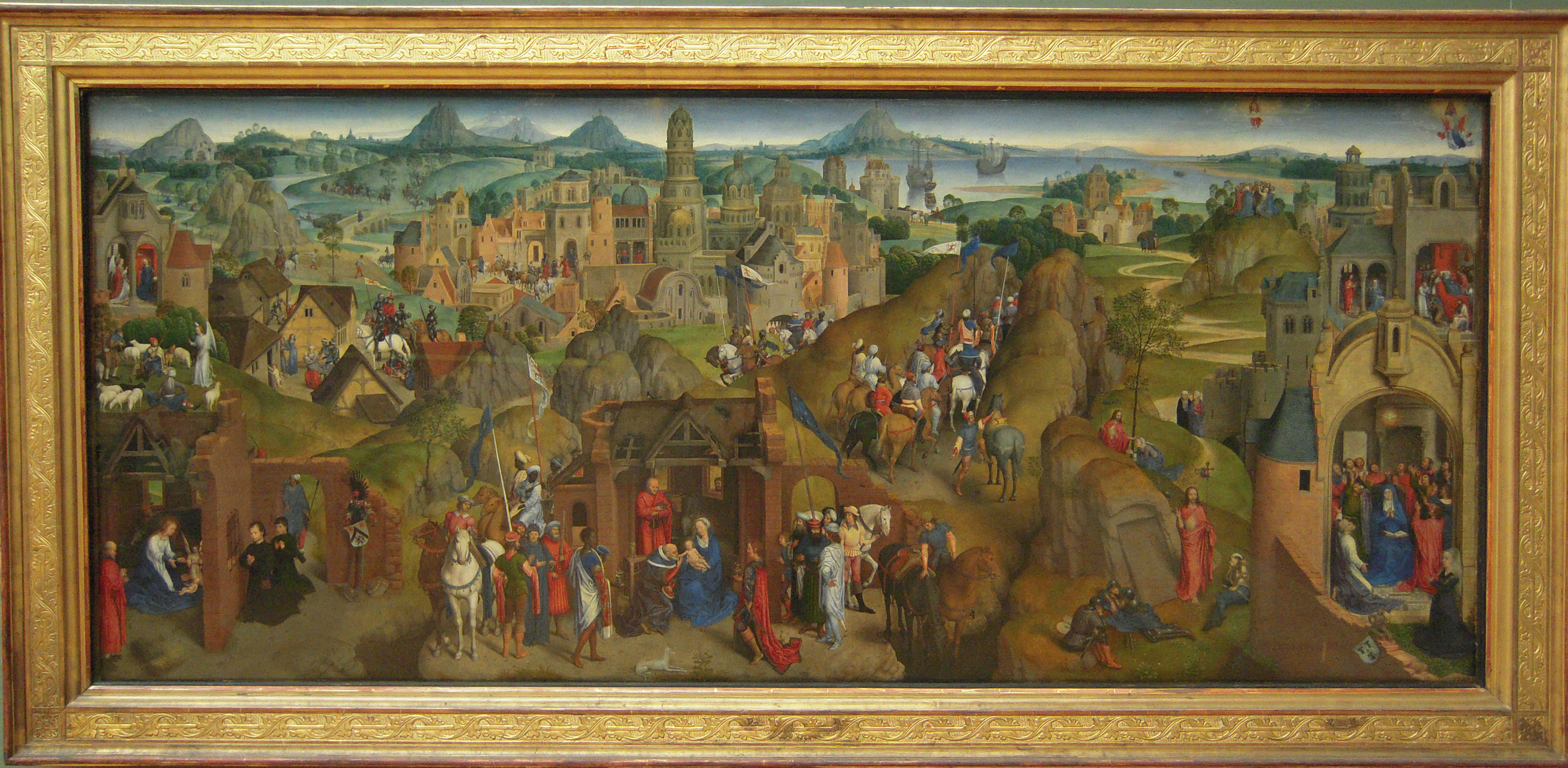
Die Sieben Freuden Mariens (Hans Memling, 1480)

Joys seven (Sieben Freuden), The Seven Joys of Mary (Die Sieben Freuden Mariens), oder nach dem Anfangsvers: The first good joy our Mary had (Die erste Freude Mariens) u. a. ist ein traditionelles englisches Carol (Weihnachtslied) über die Sieben Freuden Mariens, der Mutter Jesu. 
Sein Text stammt William E. Studwell zufolge aus dem 15. Jahrhundert, die Musik wahrscheinlich aus dem 18. Jahrhundert.
Es gibt verschiedene voneinander abweichende Textfassungen.
Den sieben Strophen des Liedes zufolge sind diese Sieben Freuden: 1. dass Jesus ihr Sohn war; 2. dass er den Lahmen heilte; 3. dass er den Blinden heilte; 4. dass er die Bibel ganz las („to read the Bible o'er“); 5. dass er den Toten auferweckte; 6. Jesus am Kreuze zu sehen; 7. ihren Sohn Jesus die Himmelskrone tragen zu sehen (zu diesen in dem Lied erwähnten Sieben Freuden, vergleiche den Artikel Maria Lätitia.).
Seine erste Strophe lautet in Übersetzung:
Die erste gute Freude, die Maria hatte,
Es war die erste Freude;
Den gesegneten Jesus Christus zu sehen,
Wie er zuerst ihr Sohn war:
Wie er zuerst ihr Sohn war, guter Mann, 
Und gesegnet möge er sein, 
Gott Vater, Sohn und Heiliger Geist
In alle Ewigkeit. 
Der hier durch Schrägdruck gekennzeichnete Segenswunsch ab „good man“ (guter Mann) kehrt in allen Strophen wieder.

## Text
Quelle: kings.cam.ac.uk
The first good joy that Mary had,

It was the joy of one;

To see the blessed Jesus Christ

When he was first her son:

When he was first her son, good man,

And blessed may he be,

Both Father, Son, and Holy Ghost

To all eternity.

The next good joy that Mary had,

It was the joy of two;

To see her own son, Jesus Christ,

To make the lame to go:

To make the lame to go, good man:

And blessed may he be,

Both Father, Son, and Holy Ghost

To all eternity.

The next good joy that Mary had,

It was the joy of three;

To see her own son, Jesus Christ,

To make the blind to see:

To make the blind to see, good man:

And blessed may he be,

Both Father, Son, and Holy Ghost

To all eternity.

The next good joy that Mary had,

It was the joy of four;

To see her own son, Jesus Christ,

To read the Bible o'er:

To read the Bible o'er, good man:

And blessed may he be,

Both Father, Son, and Holy Ghost

To all eternity.

The next good joy that Mary had,

It was the joy of five;

To see her own son, Jesus Christ,

To bring the dead alive:

To bring the dead alive, good man:

And blessed may he be,

Both Father, Son, and Holy Ghost

To all eternity.

The next good joy that Mary had,

It was the joy of six;

To see her own son, Jesus Christ,

Upon the crucifix:

Upon the crucifix, good man:

And blessed may he be,

Both Father, Son, and Holy Ghost

To all eternity.

The next good joy that Mary had,

It was the joy of seven;

To see her own son, Jesus Christ,

To wear the crown of heaven:

To wear the crown of heaven, good man:

And blessed may he be,

Both Father, Son, and Holy Ghost

To all eternity.

## Vertonungen
Das Lied wurde unter anderem von Stephen Cleobury arrangiert. 

## Videos
- #08 Joys Seven King's College Cambridge 2009 (Arr. Stephen Cleobury)
- King's College Cambridge 2012 #4 Joys Seven arr. Stephen Cleobury

## Alternativnamen
Joys seven; The Seven Joys of Mary; The Seven Joys; The first good joy our Mary; The seven joys of Mary; The Seven Rejoices of Mary; The Blessings of Mary; etc.